# 0 A.D.

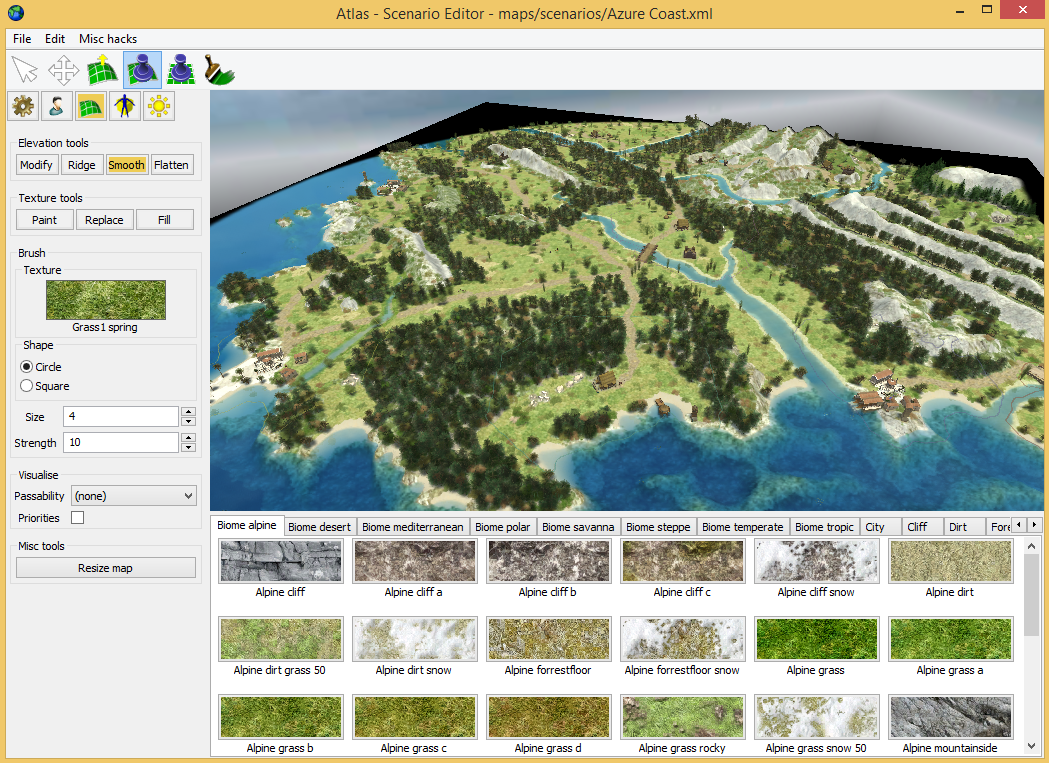
Edytor 0 A.D.

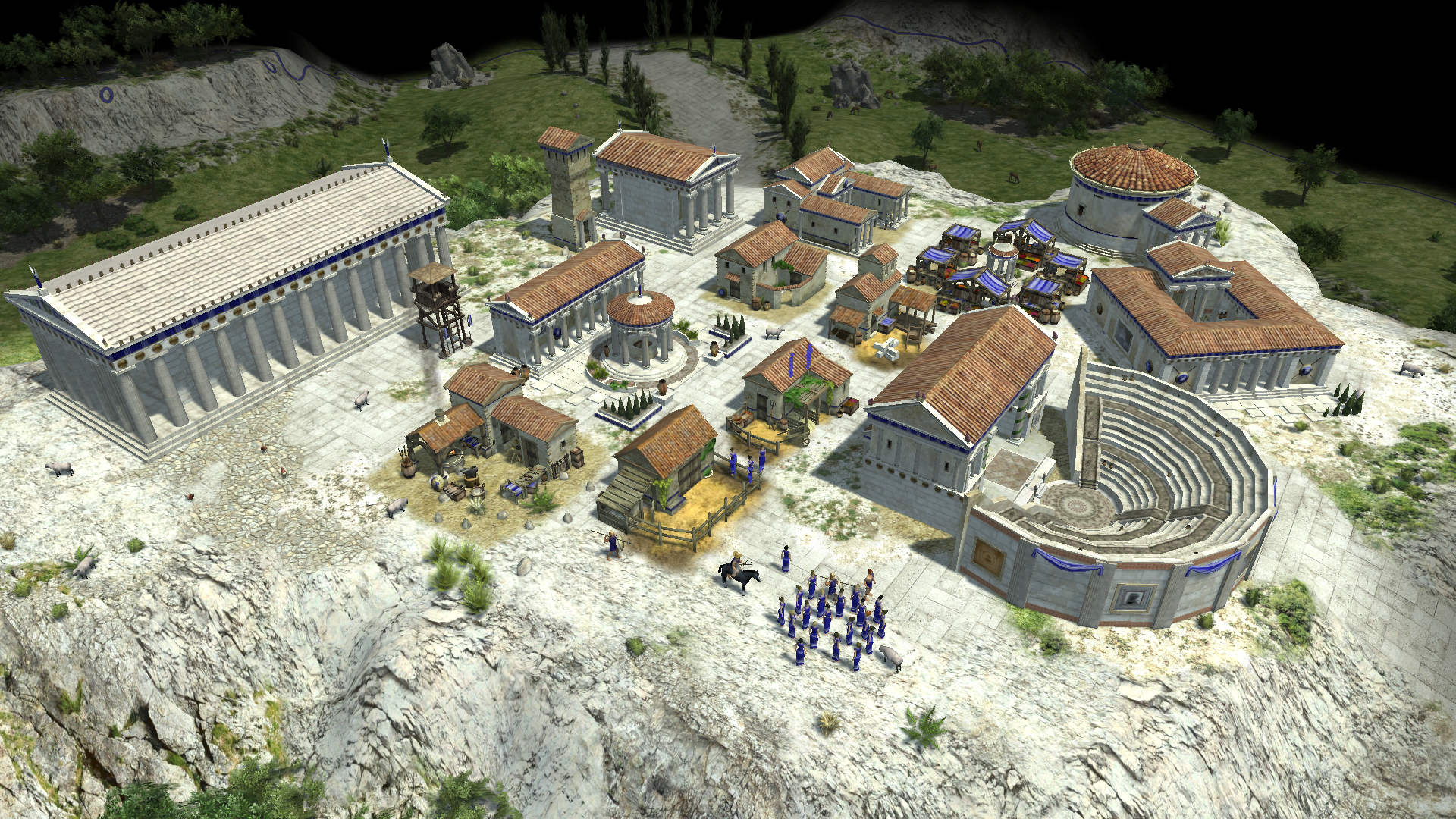
Zrzut ekranu z gry – starożytne Ateny

0 A.D. – komputerowa gra strategiczna czasu rzeczywistego oparta na otwartej licencji, wyprodukowana przez studio Wildfire Games.

## Rozgrywka
Rozgrywka przebiega podobnie jak w innych produkcjach z gatunku RTS: gracze gromadzą surowce, by rekrutować nowe jednostki i wznosić coraz bardziej zaawansowane budowle. Celem jest rozbudowa gospodarki oraz szkolenie armii zdolnej do pokonania rywali. Na początku gracz ma do dyspozycji jedynie kilka budynków, słabo wyszkolone jednostki wojskowe oraz ograniczoną ilość zasobów, takich jak żywność, drewno, kamień i metal.
Akcja gry toczy się w okresie od 500 roku p.n.e. do 500 roku n.e.

## Historia

### Początki produkcji
Pierwsze koncepcje 0 A.D. pojawiły się w 2000 roku podczas współpracy kilku niezależnych zespołów.
Jednym z nich był „Tonto Clan”, który wcześniej przygotował remake gry Age of Empires: The Rise of Rome. Drugi zespół – Wildfire Studios (później Wildfire Games) – stworzył modyfikację Rome at War do Age of Empires II: The Age of Kings. W trakcie pracy nad kolejną modyfikacją okazało się, że silnik Age of Empires II jest zbyt ograniczony, by w pełni wprowadzić zamierzone zmiany. Zespół zdecydował się więc na stworzenie zupełnie nowej gry. Trzeci zespół odpowiadał za modyfikację The Last Alliance do serii Total War.
Choć te grupy początkowo działały niezależnie na forum Age of Kings Heaven (serwis poświęcony Age of Empires II: The Age of Kings), ostatecznie zjednoczyły siły i opracowały autorski silnik, który stał się bazą dla nowych projektów.

### Od 2003 roku
W 2003 roku głównymi projektantami zostali Jason Bishop, Ken Wood i Stuart Walpole. Największy nacisk położono na rozwój grafiki (modele jednostek i tekstury, głównie dla cywilizacji celtyckich i hellenistycznych), system losowego generowania map, renderowanie wody oraz tryb gry wieloosobowej. W 2008 roku Jason Bishop ustąpił z funkcji kierownika projektu, a jego miejsce zajął Erik Johansson. W 2009 roku zespół zdecydował się opublikować kod źródłowy na licencji wolnego oprogramowania.

## Wymagania
- Windows XP lub nowszy, Mac OS X 10.9 lub nowszy, Linux
- Procesor Intel 1 GHz
- 512 MB RAM
- karta graficzna z obsługą OpenGL 1.3 i przynajmniej 128 MB pamięci (np. Radeon 9000, GeForce 3)[5]

## Odbiór
- 2019: 2. miejsce w konkursie na najlepszą grę z otwartym oprogramowaniem według portalu Gaming On Linux[6]
- 2019: 1. miejsce w kategorii najlepszej grafiki w grze open-source według Gaming On Linux[6]
- 2017: Honorowe wyróżnienie w IndieDB’s Players’ Choice w kategorii Best Upcoming[7]; 1. miejsce w konkursie na najlepszą grę open-source w 2017 wg Gaming On Linux[8]
- 2016: 1. miejsce w konkursie na najlepszą grę roku open-source według Gaming On Linux[9]
- 2015: 1. miejsce w konkursie na najlepszą grę roku open-source wg Gaming On Linux[10]; Honorowe wyróżnienie w IndieDB’s Players’ Choice w kategorii Best Upcoming[11]
- 2014: 1. miejsce w konkursie na najlepszą grę roku open-source według Gaming On Linux[12]
- 2013: Honorowe wyróżnienie w IndieDB’s Players’ Choice w kategorii Best Upcoming[13]
- 2012: 2. miejsce w IndieDB’s Players’ Choice w kategorii Best Upcoming[14]; tytuł Project Of The Month (czerw. 2012) wg SourceForge[15]
- 2010: Honorowe wyróżnienie w IndieDB’s Players’ Choice (Best Upcoming)[16]
- 2009: 3. miejsce w ModDB’s Indie Game of the Year w kategorii Best Upcoming[17]
- 2008: Nominacja w ModDB’s Editor’s Choice: Best Upcoming Indie[18]